# Merülj, Olly merülj!
A Merülj, Olly merülj! (eredeti címén Dive, Olly Dive!) amerikai televíziós 3D-s számítógépes animációs sorozat. Magyarországon a Minimax és az M2 adta.

## Szereplők
- Olly
- Beth
- Brandt
- Diver Doug
- Skid

## Epizódok

### 1. évad
1. A barlang mélyén - A tengeri kígyó
2. Beth és az utógyújtás - A kísértethajó
3. A örös alga - Tengeralattjáró mágnes
4. Csak szépen, lassan! - A tengeri szörny
5. A bálnahívó dal - Mindenki követhet el hibát
6. Suhanc és a sötétség - Claude nagypapa
7. A tintahalak nyomában - Ki a főnök?
8. Vízisízzünk! - A rodeo
9. A nagy csere - Beth, a nyomozó
10. Kagyló, édes otthon! - Az uborkaszezon
11. A tintahalak vonulása - Örökké barátok
12. A nagy "DÉ" napja - A bébicsőszök
13. Az elveszett Aranyváros - Szuper Luseal
14. Uma maga alatt van - Néha a kicsi a legnagyobb
15. A kagyló csata - Suzy elmerül
16. Egy kis segítség Beth-től - Repülő csikóhalak
17. Amikor kitör a vén pipás - Félünk a ködtől
18. Suhanc hős lesz - Merész Csődör
19. Beth kertje - Félresikerült navigáció
20. Minky, a kis teknős - Az álcázás királya
21. Menjünk a homár után! - Ki nyeri meg az Aranyuszonyt?
22. Beth-nek egy szót se! - Majom a Marsról
23. Ragacsos kövek - Csápos tengerész lesz
24. Kapjuk el a tolvajt! - Medúza rémálom
25. A kérges teknős - Luseal és Ethel
26. Az én tintahalam jobb, mint a tiéd! - Vészhívás